# Garrett Richards
Garrett Thomas Richards (ur. 27 maja 1988) – amerykański baseballista, występujący na pozycji miotacza.

## Przebieg kariery

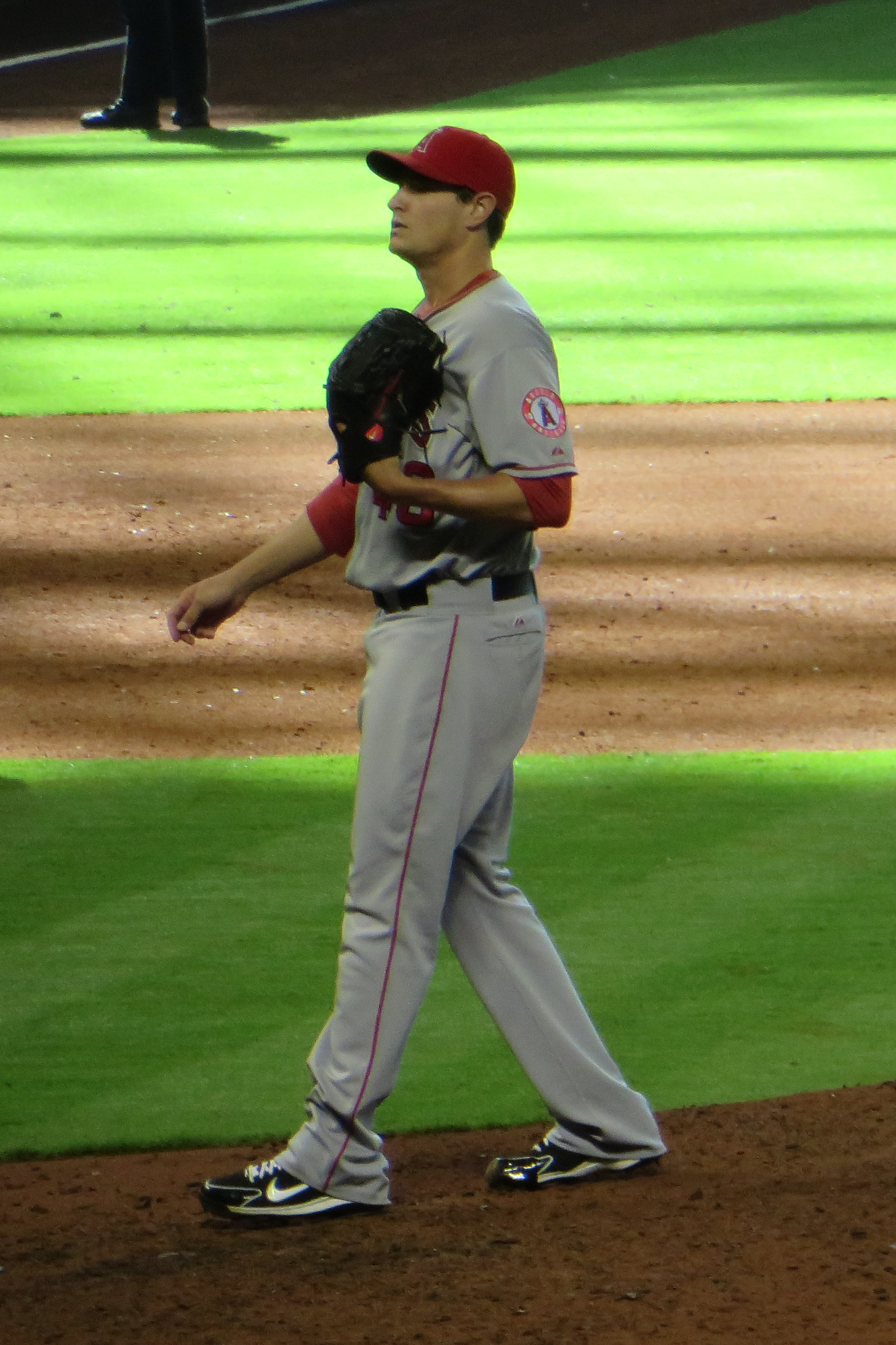
Garrett Richards 2013

Richards studiował na University of Oklahoma, gdzie w latach 2007–2009 grał w drużynie uniwersyteckiej Oklahoma Sooners. W 2009 został wybrany w pierwszej rundzie draftu z numerem 42. przez Los Angeles Angels of Anaheim i początkowo występował w klubach farmerskich tego zespołu, między innymi w Arkansas Travelers, reprezentującym poziom Double-A. W Major League Baseball zadebiutował 10 sierpnia 2011 w meczu przeciwko New York Yankees, w którym zaliczył porażkę. Pierwszą wygraną zanotował 5 czerwca 2012 w spotkaniu ze Seattle Mariners.
4 czerwca 2014 w meczu z Houston Astros zaliczył immaculate inning jako drugi zawodnik w historii klubu. W lipcu zajął 2. miejsce w ostatecznym głosowaniu do Meczu Gwiazd za Chrisem Sale'em z Chicago White Sox. 4 sierpnia 2014 w meczu międzyligowym z Los Angeles Dodgers rozegranym na Dodger Stadium zaliczył pierwszy w MLB complete game shutout.
Z powodu kontuzji łokcia w maju 2016 zmuszony był przejść operację Tommy'ego Johna, która wykluczyła go z gry do końca sezonu.